# Upplands runinskrifter 1058
Upplands runinskrifter 1058 är en försvunnen vikingatida runsten som funnits i Sandbro, Björklinge socken och Uppsala kommun. Runstenen har enligt skriftlig äldre uppgift varit cirka 1,75 meter hög och 1,15 meter bred. Stenen omtalades första gången 1667, men den har varit försvunnen länge.

## Inskriften
Translitterering av runraden:
[kahu ok uhi · ristu runa... ...]
Normalisering till runsvenska:
Kagʀ(?)/Gagʀ(?) ok Hugi ristu runa[ʀ] ...
Översättning till nusvenska:
Kagr(?)/Gagr(?) och Hugi ristade runorna ...